# Azmannsdorf

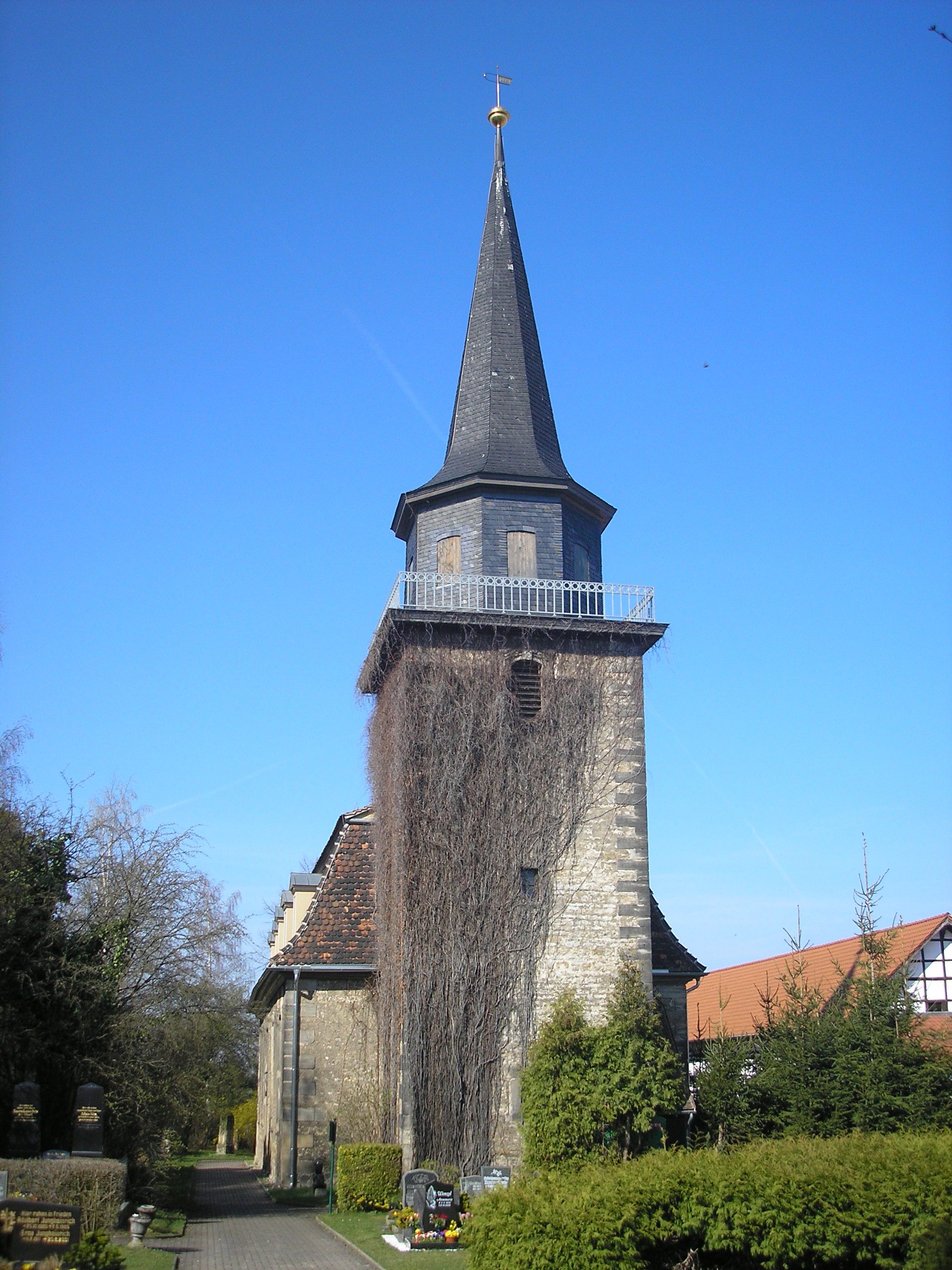
Dorfkirche

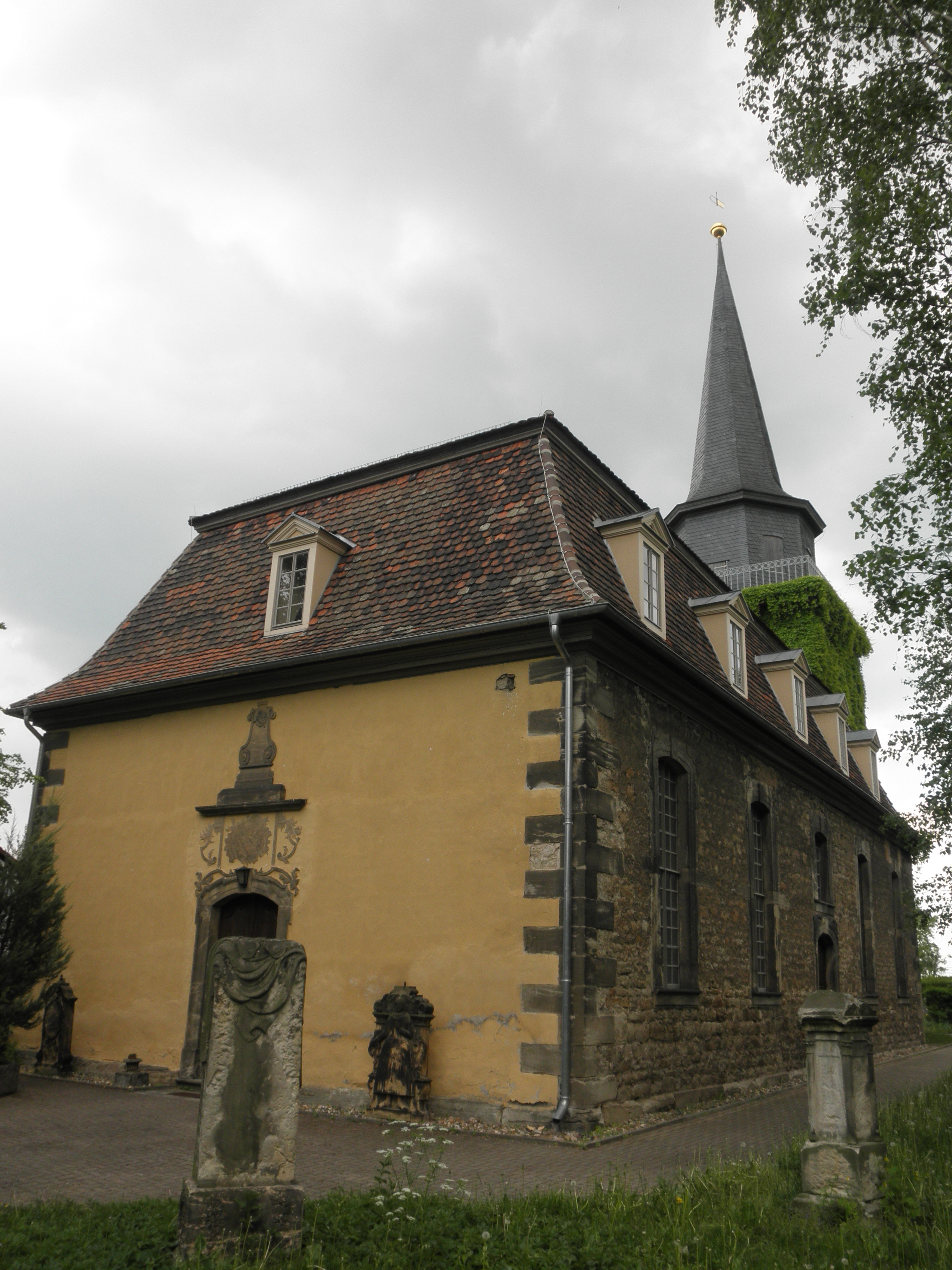
Dorfkirche

Azmannsdorf ist ein Ortsteil der kreisfreien Stadt Erfurt in Thüringen. Das Dorf mit etwa 350 Einwohnern liegt östlich von Erfurt im Tal des Linderbachs.

## Geografie
Azmannsdorf liegt etwa sechs Kilometer östlich des Erfurter Stadtzentrums im Thüringer Becken, einer intensiv landwirtschaftlich genutzten Ebene. In Süd-Nord-Richtung fließt der Linderbach am Ort in etwa 200 Metern Höhe gelegenen Ort vorbei. Von der Erfurter Innenstadt ist Azmannsdorf durch den 226 Meter hohen Ringelberg getrennt. Auch vom östlichen Nachbarort Vieselbach ist Azmannsdorf durch einen niedrigen Hügelzug getrennt. Weitere Nachbardörfer sind Kerspleben im Norden und Linderbach im Süden.

## Geschichte
Azmannsdorf kann auf eine lange Geschichte zurückblicken. Der Bereich ist eines der ältesten Siedlungsgebiete der Region. Es wurden Funde schon aus der Bronzezeit gemacht.

### Mittelalter
Das Dorf wurde erstmals am 18. Mai 876 mit dem Namen Atamannestorp erwähnt. Die älteste erhaltene urkundliche Erwähnung ist zu 780/802 im Fuldaer Urkundenbuch (Nr. 481) niedergelegt, als ein gewisser Rohinc in Atamannestorf Güter an das Kloster Fulda schenkte. Azmannsdorf war ein mainzisch-erzbischöfliches Lehen. Ab 14. Jahrhundert erfolgte der Anbau von Färberwaid. Als Halbfabrikat wurde dieser als Waidbällchen nach Erfurt gebracht.

### Frühe Neuzeit
Der Dreißigjährige Krieg und die Pest führten zu einer Halbierung der Einwohnerzahl. 1813 grassierte in Azmannsdorf das Nervenfieber (wohl der Typhus), wie auch bei den preußischen Soldaten im Belagerungsring um das französisch besetzte Erfurt. 1706 wurde der Ort zum Sitz einer Amtsverwaltung im Erfurter Staat. Dieses Amt umfasste die Dörfer Azmannsdorf, Hochstedt, Hopfgarten, Kerspleben, Kleinmölsen, Linderbach, Mönchenholzhausen, Niederzimmern, Ollendorf, Ottstedt am Berge, Töttleben, Udestedt, Ulla, Utzberg und Vieselbach. Es ging zum großen Teil aus der früheren Grafschaft Vieselbach hervor, die der Rat der Stadt Erfurt bereits 1343 ankaufte. Damit waren die Orte, wie die Stadt selbst, Teil von Kurmainz.

### 19. und 20. Jahrhundert
Nach dem Wiener Kongress 1815 erhielt das Großherzogtum Sachsen-Weimar-Eisenach das Amt; damit ging der Amtssitz auf den Nachbarort Vieselbach über. So wurde das Dorf 1920 Teil des neu gegründeten Landes Thüringen, während die Stadt Erfurt Teil Preußens blieb. 1922 gelangte Azmannsdorf zum neu gegründeten Landkreis Weimar.
Die US-amerikanische Besatzung wurde Ende Juni 1945 durch die Rote Armee abgelöst. Damit war der Ort in die SBZ, später DDR eingegliedert und machte alle entsprechen Umwälzungen mit. Zu diesen gehörten in der Landwirtschaft Enteignungen, Landaufteilungen an Neubauern und in den 1950er-Jahren die Kollektivierung der Landwirtschaft. Die Gebiets- und Kommunalreform der DDR hatte die Schaffung des Bezirks Erfurt und einen Neuzuschnitt der Landkreise zur Folge; nun gelangte Azmannsdorf zum Landkreis Erfurt-Land. 1974 wurde es mit dem südlichen Nachbarort zur Gemeinde Linderbach-Azmannsdorf zusammengeschlossen, die am 1. Juli 1994 nach Erfurt eingemeindet wurde.
Nach der Eingemeindung nach Erfurt blieben – im Gegensatz zu den meisten Nachbarorten – Suburbanisierungseffekte weitgehend aus, sodass die Einwohnerzahl kaum anstieg und Azmannsdorf einen recht ursprünglichen Siedlungscharakter behalten hat.

### Einwohnerentwicklung
| Jahr      | 1843 | 1910 | 1939 | 1995 | 2000 | 2005 | 2010 | 2015 | 2020 |
| --------- | ---- | ---- | ---- | ---- | ---- | ---- | ---- | ---- | ---- |
| Einwohner | 222  | 375  | 413  | 342  | 359  | 367  | 351  | 326  | 356  |

## Kultur und Sehenswürdigkeiten
Das kulturelle und sportliche Leben im Ort wird durch die Aktivitäten des Heimatvereins, des Sportvereins und der Ortsgruppe der Freiwilligen Feuerwehr geprägt.
Kultureller Mittelpunkt von Azmannsdorf ist die 1769 neu erbaute barocke Chorturmkirche St. Cyriakus, die mit Hilfe der Deutschen Stiftung Denkmalschutz in den Jahren von 2004 bis 2015 restauriert wurde. Bei der Kirche befindet sich der Friedhof mit einigen historischen Grabstätten sowie einem Kriegerdenkmal für die Gefallenen des Ersten Weltkriegs in Form eines Waidsteins (ein großer, einem Mühlstein ähnlicher Stein, mit dem einst in Waidmühlen der Färberwaid zu Waidmus zerquetscht wurde).
Bis 1969 war eine Windmühle als Mahlmühle für Getreide in Betrieb. Letzte Spuren des Bauwerks sind noch vorhanden. Ein weiteres Kulturdenkmal ist der Gutshof in der Ortsmitte, der denkmalgerecht saniert wurde.

## Wirtschaft und Infrastruktur
Azmannsdorf blieb lange ein landwirtschaftlich geprägter Ort. Heute hat es den Charakter eines Vororts. Mit dem Güterverkehrszentrum Vieselbach befindet sich eines der größten Logistikzentren Thüringens direkt südöstlich des Ortes. Im Nordosten liegt ein großes Umspannwerk und im Nordwesten beim Ort Kerspleben liegt ebenfalls ein größeres Gewerbegebiet. Azmannsdorf liegt direkt an der 1846 eröffneten Thüringer Bahn, die bis 2015 ausgebaut wird und bis Azmannsdorf auch die Neubaustrecke Erfurt–Leipzig/Halle aufnimmt. Im Zuge des Ausbaus wurden im Ortsbereich Lärmschutzwände angebracht und der Bahndamm grundlegend saniert. Gleichwohl hat Azmannsdorf keinen eigenen Haltepunkt an der Strecke. Nächster Bahnhof ist Vieselbach, etwa 2,5 Kilometer östlich. Der Ort ist an das Busnetz der Erfurter Verkehrsbetriebe angeschlossen und darüber mit der Innenstadt verbunden.
Straßen verbinden Azmannsdorf mit Linderbach im Süden und Vieselbach im Osten. Nach Kerspleben im Norden führt ein Feldweg, ebenso wie zum Ringelberg im Westen. Durch den Ort führt der Radfernweg Thüringer Städtekette von Erfurt im Westen nach Weimar im Osten.

## Persönlichkeiten
- Johann Leon (um 1530–1597), lutherischer Pfarrer und Kirchenliedautor, 1554 Pfarrer in Azmannsdorf